# Тодор Селесковић
Тодор - Тоша Селесковић (Београд 1856 — Крагујевац, 1901) био је српски инжењер, први српски конструктор алатних машина, хидроелектричних и парних централа, пројектант војне индустрије у Крагујевцу, професор је Механичке технологије, као професор Техничког факултета Велике школе у Београду и сматра се родоначелником производног машинства у Србији.

## Биографија
Франц Селесковић, отац Тодора Селесковића, био је столар у Братислави. У Београду је боравио послом, да би у кафани Црни петао срео Вилхелмину Херман и оженио се касније њоме, која је у Београд дошла из околине Лајпцига. Франц и Вилхелмина имали су петоро деце и постајали све угледнија београдска породица, па свог сина Тодора који је похађао Теразијску гимназију (срушена још пре Првог светског рата) шаљу на студије у Немачку, у Карлсруе, тада водећи град машинске индустрије.
Тодор Селесковић је након дипломирања био асистент на факултету код професора Харта а онда се запослио у фабрици муниције Лоренц. Сачувано је и писмо у коме власник фабрике Лоренц пише: „Нерадо прихватам одлазак господина Селесковића из моје фирме“. Тодор напушта Кралсруе и фабрику Лоренц, јер се одазива патриотском апелу Краљевине Србије да се њени синови врате из иностранства и помогну изградњу тек ослобођење отаџбине. Младог Тодора Селесковића тада није много тога везивало за Србију, али он каже: „Мој ујак је на мене трошио српски новац и ја хоћу само Србији да служим.“ (Мајчин брат Теодор Херман, који је стипендирао свог сестића, рођен је у Лајпцигу, а у Београду се бавио послом.)

## Војни завод
У Србију је стигао 1881. године. Србија се спремала за ослободилачке ратове и градила је своју војну индустрију. Поверено му је да у Војном заводу у Крагујевцу пројектује и отпочне производњу пушчане и топовске муниције. Фабрика се подиже буквално ни из чега и Селесковић је организовао школу за мајсторе и произвођаче алата а и правио је и машине за производњу. Без прекида је у погону, а један од мајстора нове фабрике забележио је: „Њега никад није либило да стане за шрафштоком и да узме турпију и струже и да покаже како ваља радити.“
Феликс Каниц у својој књизи Србија, земља и становништво написао је о великом полету у фабрици којој диктира директор Селесковић, и каже да је примљен у „светлој и зрачној сали за конструкторе и цртаче, изграђеној готово искључивој од стакла и гвожђа“.
Пуних седам година пре него што је Београд добио електрично осветљење, 1884, Тоша Селесковић је изградио електричну централу и увео електрично осветљење у крагујевачку фабрику. Био је то тако велики догађај да су пуштању централе у Србији присуствовали и краљица Наталија и краљ Милан (том приликом Селесковић је одликован Таковским крстом).

## Пројекти
Пројектовао је прве парне млинове у Крагујевцу; испитивао коришћење водене снаге Дунава и Ибра; пројектовао канализацију и водовод у градовима Србије и пратећу индустрију керамичких цеви за водовод и канализацију; пројектовао увођење електричног осветљења и трамвајског саобраћаја у Шапцу и Зајечару; пројектовао је бањска купатила у Врњачкој Бањи; основао и организовао Удружење занатлија Србије, Удружење инжењера Србије, покренуо штампање њихових гласила итд.
Тодор Селесковић се у Крагујевцу оженио Видосавом, ћерком Симе Влашића, управником лабораторије у Војном заводу. Венчали су се у манастиру Драча код Крагујевца, пред православном свештеником, а деца су се звала Момчило, Даница, Сава и Јована. (Турбину коју је он пројектовао радници барутане „Обилић“ по његовом сину првенцу назвали су „Момчило“.)
Војни завод у Крагујевцу учествовао је на Светској изложби у Паризу 1889. са оригиналним решењима и производима. Тада Селесковића покушавају да „купе“ најпознатији индустријалци Европе: Шукер, Лутер и Шкода, али Селесковић прихвата нова задужења у Београду.

## Висока школа
Учествовао је у изградњи водовода, постао први професор машинства на Великој школи, из које ће касније настати Машински факултет у Београду. Човек чији је матерни језик био немачки принуђен је да преводи и ствара нове српске техничке појмове, у чему постиже „задивљујући ниво, који у неким детаљима ни данас није превазиђен“.

## Народни посланик
Био је народни посланик који се у скупштини ватрено бори против корупције (чувен је његов напад на Министарство војске, јер је из Финске увозило сукно за војничку униформе, док су произвођачи текстила у ужичком и крушевачком крају били без посла.
Залагао се за стварање домаћег привредног капитала преко деоничарског друштва, уместо увођења страног.
Још није имао 45 година када се вратио из Немачке са службеног пута, да би у Србији оперисао стомак због извесне мање тегобе. Или како је записано у тадашњој штампи: „У четвртак крене назаборавни покојник у Крагујевац, у најбољем расположењу, да се подвргне посве лакој операцији. Нико није могао слутити да кроз недељу дана неће бити међу живима...“
Умро је од инфекције ране од операције.